# Monaster Zmartwychwstania Pańskiego w Ugliczu
Monaster Zmartwychwstania Pańskiego – prawosławny męski klasztor w Ugliczu, w jurysdykcji eparchii peresławskiej Rosyjskiego Kościoła Prawosławnego.

## Historia
Dokładny czas powstania monasteru nie jest znany. Według jednej z hipotez klasztor należał do grupy prawosławnych wspólnot mniszych ufundowanych przez księcia uglickiego Romana Władimirowicza w II poł. XIII w. Inna wersja zakłada, że monaster powstał przed 1482, gdyż w wymienionym roku Żywot św. Paisjusza Uglickiego wspomina o archimandrycie Natanielu ze wspólnoty pod wezwaniem Zmartwychwstania Pańskiego. Kompleks budynków monasterskich był pierwotnie drewniany i znajdował się bezpośrednio nad brzegiem Wołgi (obecnie zlokalizowana jest w tym miejscu cerkiew św. Jana Chrzciciela).
W 1609 monaster został zajęty przez wojska polsko-litewskie. Przełożony klasztoru ihumen Laurenty i 60 broniących obiektu mnichów zginęło, a zabudowania wspólnoty zostały całkowicie zniszczone. Odbudowano je, również z drewna, po zakończeniu wojny polsko-rosyjskiej.
Klasztor został przeniesiony na nowe miejsce z inicjatywy metropolity rostowskiego Jonasza, który niegdyś rozpoczynał w nim życie monastyczne. W latach 1674–1677 z jego funduszy zbudowany został monumentalny sobór Zmartwychwstania Pańskiego z dwoma ołtarzami bocznymi, dzwonnicę z cerkwią św. Marii Egipcjanki oraz refektarz z cerkwią Ikony Matki Bożej „Hodigitria” oraz dzwonnicą z zegarem. Wszystkie te obiekty wzniesiono na podklecie i połączono galerią.
Przeniesienie monasteru na nowe miejsce miało zapobiec jego zalewaniu przez rzekę, jednak nie odegrało pod tym względem swojej roli – klasztor nadal podmywany był przez potok Troicki i Szełkowkę. W 1764 wspólnota została zlikwidowana, a sobór Zmartwychwstania Pańskiego przemianowano na świątynię parafialną.
W 1918 monaster został zamknięty przez władze radzieckie i zaadaptowany na muzeum. Następnie z zabudowań korzystali budowniczowie elektrowni wodnej w Ugliczu i sztucznego Zbiornika Uglickiego. W kolejnych latach obiekty sakralne stopniowo niszczały. Zostały odremontowane dopiero w latach 1956–1971, wtedy też przeprowadzono wzmocnienie gruntu, by uniknąć jego dalszego podmywania. Planowana była adaptacja całego kompleksu na cele muzealne, jednak przerwano ją z powodu braku funduszy.
Rosyjski Kościół Prawosławny odzyskał obiekt w 1999, dzięki staraniom arcybiskupa jarosławskiego i rostowskiego Micheasza. Rozpoczęto wówczas remont zniszczonych i pozbawionych wyposażenia klasztornych cerkwi. W 2000 wspólnota została restytuowana.